# Mihai Edrisch
Mihai Edrisch var ett franskt screamoband från Lyon, Frankrike. Bandet splittrades 2006. Sångaren och en av gitarristerna spelar nu i Celeste, medan trummisen återfinns i Daïtro.

## Diskografi
- l'un sans l'autre (2003)
- un jour sans lendemain (2005)